# Irene Manton
Pour les articles homonymes, voir Manton.
Irene Manton est une botaniste britannique, née le 17 avril 1904 à Londres et morte à Leeds le 13 mai 1988. Elle est la première femme élue présidente de la Linnean Society of London (1973-1976).

## Biographie
Irene Manton naît à Kensington, fille de George Sidney Frederick Manton, chirurgien dentiste, qui a comme intérêt personnel l'ébénisterie et l’orfèvrerie sur or et sur argent et de Milana née d’Humy. Sa famille est d’origine huguenote. Sa sœur aînée, la zoologiste Sidnie Manton, est élue membre de la Royal Society en 1948. 
Irene Manton fait ses études au Froebel Educational Institute, puis à la St Paul's Girls' School où elle est considérée comme une élève paresseuse et intéressée uniquement par la musique. Elle obtient pourtant une bourse d'études pour Girton College à Cambridge. La lecture de l'ouvrage d’Edmund Beecher Wilson, The Cell in Developmental Inheritance la détermine à étudier la botanique, et particulièrement les chromosomes. Elle obtient une mention très bien aux tripos de sciences en 1925 et 1926, puis mène une recherche de master en Suède, dans le laboratoire d'Otto Rosenberg. De retour à Cambridge, elle prépare une thèse, qu'elle soutient en 1930.
Elle obtient un poste d'assistante à l'université de Manchester dans le département de botanique, en 1929. Elle travaille dans le service  de cryptogamie dirigé par William Henry Lang. Elle rassemble une documentation importante sur les fougères. En 1946, elle est nommée professeure de botanique à l'université de Leeds, poste qu'elle conserve jusqu'à sa retraite académique en 1969. 
Sa carrière se divise en deux grandes parties. Durant la première, jusqu’à 1950 environ, elle se consacre principalement à l’étude des chromosomes des végétaux dans une perspective phylogénique et s’intéresse principalement aux fougères. Durant la seconde, avec l’avènement du microscope électronique, elle s’intéresse à des structures de petite taille comme le nanoplancton. Elle fait de nombreuses expéditions pour en récolter, se rendant au Danemark (1970, 1972), dans l’ouest du Groenland (1972), en Afrique du Sud (1972), dans la baie d'Hudson (1973) et la baie de la Résolution (1973), en Alaska (1974 et aux îles Galápagos (1974).
Elle est élue à la Royal Society le 16 mars 1961, treize ans après sa sœur Sidnie Manton. c’est la seule fois où deux sœurs sont en même temps membres de cette société. Elle est membre de la Linnean Society of London, dont elle est présidente de 1973 à 1976 première femme élue à cette fonction et est membre de plusieurs sociétés savantes, notamment la Botanical Society of America et la Leopoldina. Elle reçoit plusieurs doctorats honorifiques.
Irene Manton joue du violon, s'intéresse à la peinture chinoise. Le magazine Vogue l'intègre en 1975 dans sa liste des professionnelles éminentes des cinquante dernières années. Elle lègue à l’université de Leeds sa collections de peinture, dont des œuvres de Paul Klee, Joan Miró et Georges Braque. À l'issue d'une courte maladie, elle meurt à Chapel Allerton, Leeds, le 31 mai 1988.

## Prix et distinctions
- 1954 : prix Trail (en) de la Linnean Society of London
- 1969 : médaille linnéenne, co-lauréate avec la zoologiste Ethelwynn Trewavas
- 1973 : Médaille Schleiden (Leopoldina)
- 1973-1976 : présidente de la Linnean Society of London
- Elle est docteure honoris causa de l’université McGill de Montréal (1959), de l’université d’Oslo (1961), de l'université de Durham (1966), de l'université de Lancaster (1979) et de l'université de Leeds (1984).
- Le cratère Manton est nommé en l'honneur de sa sœur et d'elle-même[1]

## Publications
- Problems of Cytology and Evolution in the Pteridophyta, Cambridge University Press, 1950, 342 p., [lire en ligne]